# Pobuna Arapa 1936. – 1939.
Arapska pobuna u Palestini izbila je u travnju 1936. kada se šest najznačajnijih arapskih vođa ujedinilo u prosvjedu protiv masovnog doseljavanja Židova na to područje. Vrhovni zapovjednik arapskih snaga bio je muftija Mohammed Amin al-Husseini, poznat po svojem antisemitizmu. 1930-ih, migracije Židova u Palestinu, tada pod britanskim mandatom, dosegnule su velike razmjere, 1935. doselilo ih se 61.000 pa su 1936. činili skoro trećinu populacije tog teritorija. Od 1929. do 1939., oko 250.000 Židova je emigriralo u Palestinu. Pobuna je počela pozivom na opći štrajk arapskih radnika, neplaćanje poreza i bojkot židovske robe, a glavni zahtjevi bili su prestanak židovske "kolonizacije", kraj prodaje zemljišta Židovima te poziv na arapsku vladu. Nemiri su ubrzo prerasli u nasilne okršaje i napade na Židove i Britance. U rujnu 1937. izbila je nova, još nasilnija faza pobune nakon što je povjerenstvo Peel preporučilo podjelu Palestine.
Balfourova dekleracija 1917. obećala je Židovima državu na području Palestine, međutim, britanska vlada sve je manje podupirala židovske ciljeve kako je postajalo očito izbijanje Drugog svjetskog rata jer se nije htjela zamjeriti Arapima koji su ležali na velikim zalihama nafte u Iraku i Arabiji. Britanska vojska stoga je požurila u razbijanju pobune, upotrebom oštrih kazni kao što je deportacija voditelja arapske pobune, prijetnjom prijekog suda i kombinacijom diplomatskih napora s vladarima Iraka, Arabije, Jordana i Jemena. Ipak, kako bi ublažili svoju strogost, Britanci su objavili tzv. Bijeli papir o budućnosti Palestine: ponudili su Arapima pet godina kontrolirane židovske migracije a zatim nastavak doseljvanja uz arapsku konzultaciju i dozvolu, ali je arapska skupština to odbila.
Pobuna je zaustavljena, ali je osam godina kasnije prerasla u otvoreni Arapsko-židovski rat uspostavom hebrejske države Izraela na polovici Palestine. U pobuni je poginulo 415 Židova, dok je na arapskoj strani zabilježeno oko 5.000 mrtvih, 15.000 ranjenih te 5.600 uhićenih.
- Evakuacija Židova iz starog grada u Jeruzalemu nakon izbijanja pobune
- Autobus s blindiranim prozorima za zaštitu Židova od Arapa
- Napad na židovski kamion
- Britanski vojnici prevoze arapske taoce
- Toranj koji je služio za promatranje tijekom pobune

## Vanjske poveznice
|  | Zajednički poslužitelj ima još gradiva o temi 1936–1939 Arab revolt in Palestine |

- Pobuna Arapa 1936.  Arhivirana inačica izvorne stranice od 27. rujna 2013. (Wayback Machine) (palestinski pogled)
- Pobuna Arapa 1936. (izraelski pogled)